# 圣地亚哥·卡里略
圣地亚哥·何塞·卡里略·索尔雷斯（西班牙語：Santiago José Carrillo Solares；1915年1月18日—2012年9月18日）是一名西班牙左翼政治家，曾任西班牙共产党总书记。

## 生平
1915年1月18日，圣地亚哥·卡里略出生在西班牙北部城市希洪，他的父亲是西班牙工人社会党的一名著名领导人。13岁时，他开始参加政治活动，为工人社会党机关报工作。19岁时，他出任西班牙社会主义青年书记。
1934年，卡里略参与组织了阿斯图里亚斯北部地区的暴动，入狱两年。1936年出狱后，他参与了西班牙社会主义青年和西班牙共产主义青年联盟的合并工作，出任统一社会主义青年总书记。同年，他加入西班牙共产党并立即被增选为政治局（后改为执行委员会）候补委员。
西班牙内战结束后，卡里略流亡国外。1948年8月，他与苏联领导人斯大林会见。1960年，他当选西共总书记。在其任西共总书记期间，西共逐渐与苏共的立场拉开距离。
1976年2月，佛朗哥去世一年后，卡里略秘密返回西班牙，参与西班牙的民主过渡进程。次年，卡里略代表西共同意恢复自由民主制和君主立宪制。作为交换，阿道弗·苏亚雷斯政府正式宣布西共合法化。
1978年4月，在卡里略推动下，西共“九大”决定奉行“欧洲共产主义”思想。此后，西共内部围绕党的路线、方针问题，展开了激烈的斗争。
1980年11月10日至25日，卡里略总书记应中共中央邀请，率领西班牙共产党代表团对中国进行了友好访问。
1982年11月，卡里略被迫辞去西共总书记的职务。1985年4月15日，卡里略及其追随者被西共开除出党；同年10月9日，卡里略及其追随者另建西班牙共产党（革命马克思主义）（后更名为西班牙工人党—共产主义团结）。1991年，该党并入西班牙工人社会党，但卡里略没有随同加入。
2005年，他因对西班牙民主转型的突出贡献被马德里自治大学授予名誉博士称号。然而在授予仪式过程中，几名弗朗哥主义激进分子对卡里略进行了辱骂。
2012年9月18日，卡里略在马德里家中午睡时因心力衰竭而去世，享年97岁。

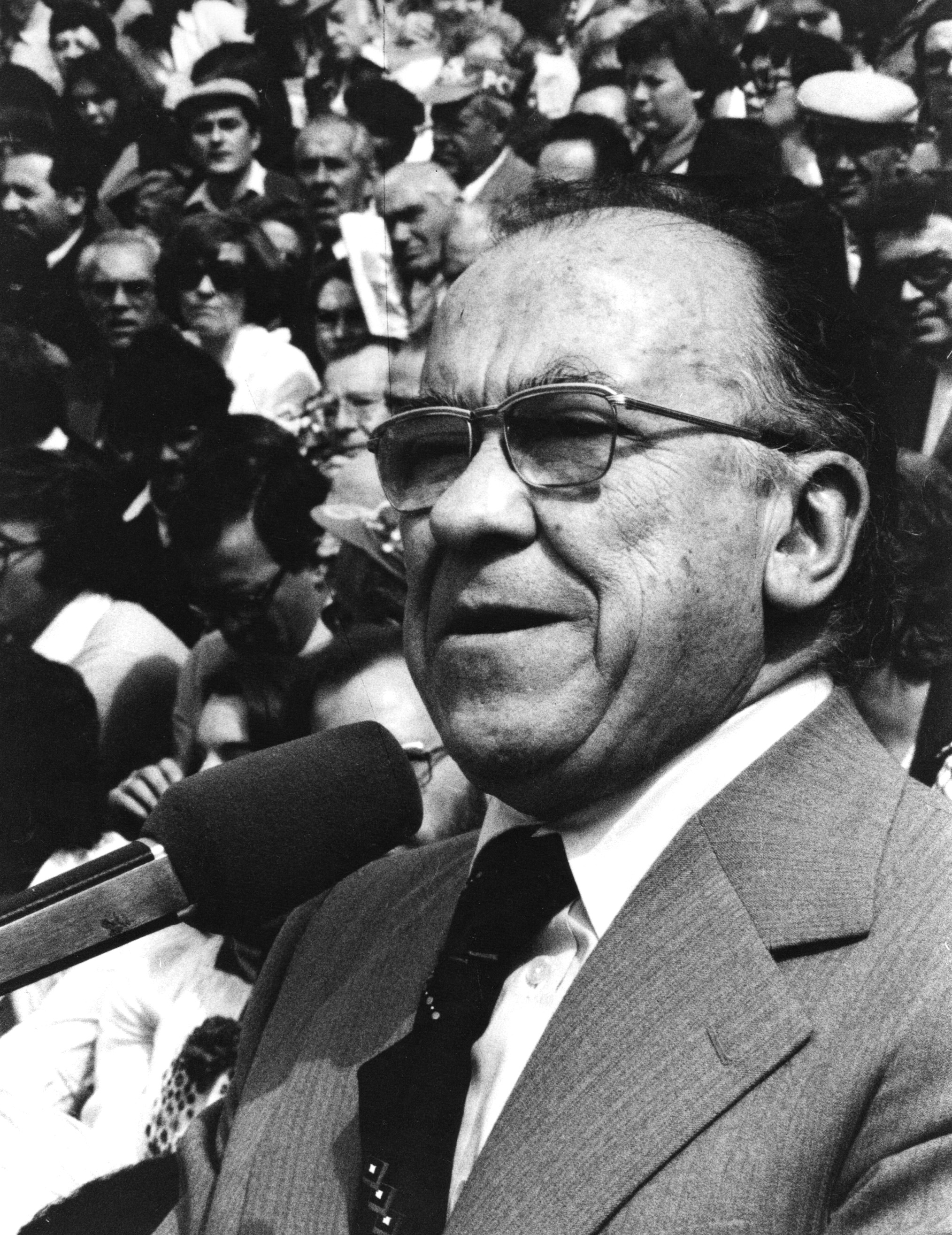
1979年西班牙议会选举时的卡里略

## 扩展阅读
- . 人民出版社. 1983  [2018-10-24]. （原始内容存档于2018-10-24） （中文）.
- Wilsford, David, ed. Political leaders of contemporary Western Europe: a biographical dictionary. Greenwood, 1995. pp. 57–63.（英文）

| 前任： 多洛雷斯·伊巴露丽 | 西班牙共产党总书记 1960年-1982年 | 繼任： 赫拉尔多·伊格莱西亚斯 |